# أنجيلا جوزفين
أنجيلا جوزفين (بالإنجليزية: Angela Josephine)‏ هي مغنية أمريكية، ولدت في 18 مارس 1967 في مونيسينغ في الولايات المتحدة.

## وصلات خارجية
- الموقع الرسمي
- أنجيلا جوزفين على موقع ميوزك برينز (الإنجليزية)